# Beverly Hills-i zsaru: Axel Foley
A Beverly Hills-i zsaru: Axel Foley (eredeti cím: Beverly Hills Cop: Axel F) 2024-es amerikai akció–filmvígjáték, amelyet Mark Molloy rendezett. A Beverly Hills-i zsaru filmek negyedik része, egyben az 1994-es Beverly Hills-i zsaru 3. című film folytatása. A főbb szerepekben Eddie Murphy, Joseph Gordon-Levitt, Taylour Paige, Judge Reinhold és John Ashton látható.
Amerikában és Magyarországon egyaránt 2024. július 3-án mutatta be a Netflix.

## Cselekmény
Harminc évvel a Wonder World incidens után Axel Foley továbbra is egy detroiti rendőrnyomozó, barátja, Jeffrey Friedman rendőrfőnök-helyettes felügyelete alatt. A Detroit Red Wings öltözőjét egy meccs közben kifosztó tolvajcsoportot üldözve, Axel károkat okoz a városban. A rendőrfőnök nyomására Jeffrey bejelenti visszavonulását. Azt javasolja Axelnek, hogy vegye fel újra a kapcsolatot elhidegült lányával, Jane Saundersszel, aki Los Angelesben védőügyvédként dolgozik. Rosewood is felhívja Axelt, és figyelmezteti, hogy Jane élete veszélyben van. Ő irányította Jane-t, amikor Enriquezt képviselte – akit Copeland beépített rendőr meggyilkolásával vádoltak meg. A hívás után Rosewood bizonyítékokat szerez a járműből, amelyben a gyilkosság történt, de a kartell elrabolja.
Axel visszatér Beverly Hillsbe, aggódik, amikor Rosewood nem válaszol. Rosewood irodájában Axel egy gyanús csapatot talál, akik keresnek valamit. Axel kivesz egy lapot Rosewood napirendjéből, majd a csoport a Rodeo Drive-on keresztül üldözi és letartóztatják. A BHPD-be viszik, ahol Axel-t Bobby Abbott nyomozó, Jane volt barátja fogadja, és újra találkozik régi barátjával, John Taggarttal. Taggart izgatottan mutatja be Axelt Cade Grant kapitánynak, akinek fiatal rendőrkadétként a mentora volt. Amikor találkozik Granttel, Axel bizalmatlanul tekint rá, mivel szerény fizetéséhez képest túlságosan drága holmikat visel.
Jane kihúzza az apját, de ellenáll Axel próbálkozásainak, hogy újra kapcsolatba lépjen vele. Kiderül, hogy egy detroiti maffia elleni nyomozás során Axelt és családját megfenyegették. Axel segítségével Jane és édesanyja évtizedekkel ezelőtt Los Angelesbe költözött, de a pár elvált, Axel pedig Michiganben maradt. Miután meggyőzi Jane-t, hogy segítsen neki az ügyben, a Wilshire Boulevardon rajtaütnek, de Abbott megmenti őket. Axel kérdőre vonja Taggartot a kapitányságon végzett műveleteiről, mire Taggart hevesen védi Grantet és csapatát, kizárja Axelt és felfüggeszti Abbottot. Támogatás nélkül a hárman egy kamerát és egy kommunikációs jelzavarót találnak abban az autóban, ahol Copelandet meggyilkolták – ebből arra következtetnek, hogy Grant csapata egy bizonyítékot tartalmazó SD-kártyát keresett. A címről, amelyet Axel talált Rosewood napirendjében, kiderül, hogy egy Grant tulajdonában lévő kastély, amelyet a kartell pénzmosó vállalataként használ.
Axel a barátja, Serge segítségét kéri, hogy egy közeli bemutatón keresztül bejusson a házba. Ott Axel újabb bizonyítékokat talál, amelyek Copeland meggyilkolásához kapcsolódnak. Miután összevesznek Jane-nel, Axel és Abbott kihallgatja Enriquez nagybátyját, Chalinót. Elmondja nekik, hogy Grant segít megvédeni a kartellt, és elárulja, hogy aznap este egy drogszállítmány indul a kikötőből.
Abbottot és Axelt bemártják és letartóztatják Grantet kábítószer birtoklásáért. Axel megszökik az őrizetből, és ellop egy helikoptert Abbott segítségével. A Beverly Hills-i rendőrőrsre repülnek, ahol Grant kilövi a rotorokat, aminek következtében lezuhannak. Taggart szemtanúja az esetnek, és végül meggyőződik a saját csapatán belüli korrupcióról. Beleegyezik, hogy segít Jane-nek a folyamatban lévő nyomozásban, de később Grant gengszterei elrabolják.
Chalino tippje alapján Axel és Abbott elmennek a kikötőbe, ahol a kartell működik. Ott találják Rosewoodot, akit fogva tartanak; kiszabadítják, és éppen a Rosewood által elrejtett SD-kártyáért indulnak, amikor Grant telefonál, hogy bejelentse, Jane-t fogva tartja. Jeffrey segítségével a trió megállapítja, hogy a lány tartózkodási helye a kartell kastélyában van. Axel, Rosewood és Abbott, akikhez hamarosan Taggart is csatlakozik, tűzharcba keveredik Grant kartellhadseregével. A harc során Jane megszökik a fogságból. Axel és Grant összecsapnak, melyben Axelt lövés éri, miközben Jane-t védi, Grantet pedig Abbott lövi fejbe. Az utóhatás során Rosewood és Taggart békét kötnek. A megtalált bizonyítékok alapján Enriquez ellen ejtik a vádakat.
A kórházi kezelése alatt Jane és Axel kibékülnek, és kilátásba helyezik, hogy a férfi Los Angelesben telepszik le. Néhány nappal később Axel újra találkozik Rosewooddal és Taggarttal, akik vigyáztak arra, hogy Axel befejezze a kórházi kezelését, és Axel sikeresen ráveszi őket, hogy menjenek el vele vacsorázni.

## Szereplők
| Szerep               | Színész              | Magyar hang       | Leírás                                                                                           |
| -------------------- | -------------------- | ----------------- | ------------------------------------------------------------------------------------------------ |
| Axel Foley           | Eddie Murphy         | Dörner György     | Detroiti rendőr, Beverly Hillsben nyomoz a barátok és kollégák ellen elkövetett merényletek után |
| Bobby Abbott nyomozó | Joseph Gordon-Levitt | Szatory Dávid     | Jane volt barátja, a Beverly Hills-i rendőrség nyomozója, Axel partnere                          |
| Jane Saunders        | Taylour Paige        | Nemes Takách Kata | Axel Foley elhidegült lánya, Beverly Hillsben dolgozik ügyvédként                                |
| Billy Rosewood       | Judge Reinhold       | Juhász György     | John Taggart nyugalmazott egykori társa a Beverly Hills-i rendőrségen, jelenleg magánnyomozó     |
| John Taggart         | John Ashton          | Reviczky Gábor    | Billy Rosewood egykori társa a Beverly Hills-i rendőrségen                                       |
| Jeffrey              | Paul Reiser          | Csankó Zoltán     | Axel egykori társa a detroiti rendőrségen, jelenleg rendőrfőnök-helyettes                        |
| Serge                | Bronson Pinchot      | Kassai Károly     | Egykori műkereskedő                                                                              |
| Cade Grant           | Kevin Bacon          | Epres Attila      | Korrupt rendőrkapitány a Beverly Hills-i rendőrségen                                             |
| Chalino Valdemoro    | Luis Guzmán          | Faragó András     | Enriquez nagybátyja                                                                              |
| Sam Enriquez         | Damien Diaz          | Hám Bertalan      | Rendőrgyilkosság első számú gyanúsítottja                                                        |
| Golfozó (cameo)      | Christopher McDonald | Várkonyi András   |                                                                                                  |

### Magyar változat
- Magyar szöveg: Petőcz István
- Hangmérnök és vágó: Wünsch Attila
- Gyártásvezető: Vigvári Ágnes
- Szinkronrendező: Szalay Csongor
- Produkciós vezető: Fekete Márk

A szinkront a Direct Dub Studios készítette el.

## A film készítése
A Beverly Hills-i zsaru sorozat negyedik részét eredetileg a kilencvenes évek közepén jelentették be, Eddie Murphy produkciós cégének, az Eddie Murphy Productions-nek a gyártása alatt. 2001 júniusában bejelentették, hogy Jason Richmant szerződtették a Beverly Hills-i zsaru 4. részének megírására.  A filmet 2006-ban jelentették be újra, amikor Jerry Bruckheimer producer bejelentette, hogy fel akarja támasztani a filmsorozatot, bár végül lemondott a film produceri opciójáról, és a gyártási feladatokat Lorenzo di Bonaventurara bízta.
2006 szeptemberében egy forgatókönyvet, amely több korábbi vázlat ötvözete volt, bemutatták Murphy-nek, aki a jelentések szerint "nagyon elégedett" volt a vázlattal, amelyet úgy jellemeztek, mint egy kísérletet az "eredeti hangulat visszaadására". Murphy elismerte, hogy az egyik motivációja a negyedik Beverly Hills-i zsaru film elkészítésére az volt, hogy kárpótolja a nézőket a harmadik film miatt.
2008 májusában Brett Ratnert nevezték ki hivatalosan rendezőnek. 2008 júliusában Michael Brandt és Derek Haas forgatókönyvírókat szerződtették, hogy javítsanak a meglévő forgatókönyvön és készítsenek egy új forgatókönyvet.
2011 októberében Murphy egy lehetséges negyedik filmről beszélt, és kijelentette: "Nem fogják megcsinálni. Amit most próbálok csinálni, az egy tévésorozat készítése Axel Foley fiának főszereplésével, Axel pedig most Detroitban rendőrfőnök. Megcsinálnám a bevezető részt, itt-ott felbukkannék. Egyik filmforgatókönyv sem volt jó". 2013 nyarának végén, miután a CBS úgy döntött, hogy nem vállalja a tévésorozatot, a Paramount úgy döntött, hogy továbblép a negyedik filmmel. Jerry Bruckheimer 2013. szeptember 13-án kijelentette, hogy ismét tárgyalásokat folytat a produceri feladatokról. 2013. december 6-án ismét bejelentették, hogy Eddie Murphy újra eljátssza Axel Foley szerepét, a rendező pedig Brett Ratner lesz.  2014. május 2-án a Deadline bejelentette, hogy Josh Appelbaum és Andre Nemec írja a forgatókönyvet.
A filmet eredetileg 2016. március 25-re mutatták volna be, de 2015. május 6-án a Paramount Pictures a forgatókönyvvel kapcsolatos aggályok miatt visszavonta. 2016. június 14-én a Deadline Hollywood arról számolt be, hogy Adil El Arbi és Bilall Fallah fogják rendezni a filmet.
2019. november 14-én a Deadline Hollywood bejelentette, hogy a filmet a Netflixen fogják bemutatni. 2020 májusában, a koronavírus-járvány okozta késedelmek után Arbi és Fallah megerősítették, hogy még mindig a filmen dolgoznak, és hogy egy új forgatókönyvíró írja a történetet. 2022 áprilisában Arbi és Fallah távozott a filmből, helyükre Mark Molloy-t szerződtették. 2023 márciusában Beall, Tom Gormican és Kevin Etten kapta meg a forgatókönyvet.

### Forgatás
2022. augusztus 29-én kezdődött a forgatás San Bernardinoban, Kalifornia más területeivel együtt. 2022 novemberében Detroitban forgattak.